# حسن الطريبق
حسن الشريف الطريبق (1938 - 2022) شاعر وناقد وصحافي وسياسي مغربي معاصر لمرحلة ما بعد استقلال المغرب. ترك بصمة في تاريخ الأدب المغربي والعربي المعاصر. كما يعتبر رائدا في مجال الشعر المسرحي في المغرب.

## سيرة
ولد حسن الشريف الطريبق سنة 1938 بمدينة القصر الكبير التي تابع فيها دراسته الابتدائية الأولى في المعهد الديني وفي مدينة العرائش كذلك قبل الالتحاق للدراسة في المستوى الثانوي بمدينة تطوان ثم المستوى الجامعي بكلية الآداب والعلوم الإنسانية بفاس التي حصل فيها على الإجازة في وقت مبكر كما حصل كذلك على دبلوم الدراسات العليا في الأدب العربي سنة 1980 من نفس الكلية بفاس وعلى دكتوراه الدولة من كلية الآداب والعلوم الإنسانية بالرباط سنة 1991 تحت إشراف الأستاذ عباس الجيراري، وهو بذلك زاوج بين التعليم العصري والتعليم الأصيل ناهيك عن تعلمّه اللغة الإسبانية وإتقانه لها.

## نشاطه الثقافي والسياسي
اشتغل الطريبق منذ سنة 1958 بالتعليم حيث اشتغل في البداية في التدريس بالمعهد الديني (التعليم الأصيل) بمدينة العرائش كما تحمل في نفس الفترة مسؤولية تدبير غرفة التجارة والصناعة في نفس المدينة قبل أن يعين مدرسا بالتعليم الثانوي بالعرائش ثم أستاذا جامعيا بكلية الآداب بكل من تطوان وفاس، وقد برز اسمه في المشهد الصحفي المكتوب مغربيا وعربيا من خلال كتاباته الصحفية في جريدة العلم وكذا في مجموعة من المجلات (المناهل ودعوة الحق والعروة...) وأسّس مجلة الجذوة (مجلة ثقافية شهرية) التي كان مديرا لها برفقة هيئة تحرير تضم مجموع من الأدباء بمدينة القصر الكبير ومن خارجها وذلك سنة 1957، دون أن ننسى مساهماته النقدية في فترة الثمانينيات والتسعينيات المعروفة بالسجال النقدي بينه وبين عديد من الأدباء المحسوبين على اليسار آنذاك من قبيل إبراهيم الخطيب وعبد القادر الشاوي ومحمد المجاطي والطاهر بنجلون وغيرهم وأدباء آخرون من المشرق والمغرب.
برز اسم الطريبق كذلك في المجال السياسي والنضالي حيث تعرض للاعتقال في صيف سنة 1971 في أعقاب محاولة انقلاب الصخيرات بسبب مقالاته وتقاريره الصحفية التي كانت تفضح فساد بعض رجال السلطة بصفته مراسلا لجريدة العلم في العرائش آنذاك حيث استمر اعتقاله قرابة 3 أشهر وبضعة أيام قبل أن يتم منحه السراح المؤقت بفضل تدخل الزعيم المرحوم علال الفاسي لدى المغفور له الملك الحسن الثاني حسب ما جاء في مذكراته حول تلك التجربة المريرة التي صدرت مؤخرا في بداية سنة 2022 تحت عنواتن «مذكرات سجين».
انتخب الطريبق برلمانيا باسم حزب الاستقلال من 1984 إلى 1992 ونائب رئيس المجلس البلدي للعرائش في نفس الفترة فكان من أنشط أعضاء الحزب في الشمال كما ربطته علاقات متينة بزعماء الحزب ونبغاء الوطن من قبيل المرحومين علال الفاسي الذي شجعه كثيرا على موهبته الأدبية والشعرية وقدم واحدا من دواوينه الشعرية وعبد الخالق الطريس ومحمد بوستة وعبد الله كنون وغيرهم.

## مؤلفاته
لحسن الطريبق أكثر من 20 مؤلفا في مجالات الشعر والشعر المسرحي وفي النقد الأدبي ناهيك عن مذكراته، نذكر من بينها:

### الدواوين
- تأملات في تيه الوحدة، مطبعة كريماديس بالعرائش، 1972
- ما بعد التيه من تقديم علال الفاسي، مطبعة كريماديس بالعرائش، 1974
- أكافيف. عن دار سليكي إخوان، طنجة، 2008
- من بقايا الألفاف. عن دار سليكي إخوان، طنجة، 2008
- تمتمات اللظى. عن دار سليكي إخوان، طنجة، 2008
- في عَصْفة الهذيان+تغاريد مزدوجة. عن دار سليكي إخوان، 2015
- ديوان (El eco de la huida) الذي أصدره باللغة الإسبانية وترجم إلى العربية من طرف الكاتب عبد الرحمن الشاوي تحت عنوان «صدى الهروب». عن دار سليكي إخوان، طنجة، 2014

### المسرحيات الشعرية
- وادي المخازن: مسرحية شعرية. مطبعة الرسالة، 1978 (كانت مقررة في التعليم العمومي الثانوي في نهاية السبعينيات)
- بين الأمواج والقراصنة
- مأساة المعتمد: مسرحية شعرية
- كسيلة
- الساعدان
- العقبى والنار (مسجلة في كاسيت)
- أنوال في مواكب الإشراق. منشورات مجلة روافد الثقافية، مطبعة الخليج العربي بتطوان، 2016

### الكتب النقدية والأكاديمية
- الشعر المسرحي في المغرب حدوده وآفاقه
- القصيدة العربية الحديثة والمعاصرة بين الغنائية والدرامية، منشورات كلية الآداب بمرتيل، 2005
- نظرات في الشعر الإسباني وتطوره. عن دار سليكي إخوان، 2016
- السجالات النقدية. عن دار سليكي إخوان، 2022

### في السيرة
- مذكرات سجين. عن دار سليكي إخوان، 2022

## وفاته
توفي الشاعر حسن الطريبق بمدينة طنجة وتم دفنه في جنازة مهيبة بمدينة العرائش بموقع رقادة المطل على نهر اللكوس القريب من موقع ليكسوس الأثري حيث كان يسكن وذلك في 20 أبريل 2022 مخلفا وراءه إرثا فكريا غنيا وزوجة أحبها طيلة حياته تسمى آمنة الفاسي وولدين اسمهما خالد وياسر وبنتين اسمهما هدى وإيمان.